# カナリア・ビエラ・イ・クラビホ植物園
カナリア・ビエラ・イ・クラビホ植物園 (Jardin Botanico Canario Viera y Clavijo) はカナリア諸島のグラン・カナリア島にある植物園である。正式名称は、18世紀生まれでカナリア諸島の植物を研究した学者、ホセ・ビエラ・イ・クラビホを記念して命名されている。
植物園はカナリア諸島の首都 、ラス・パルマス・デ・グラン・カナリアの約7km南西の、グラン・カナリア島の北東のTafira Altaにある。約27ヘクタールの広さで、約500種のカナリア諸島の固有種が栽培されており、研究と保全計画の支援を行っている。1983年からシードバンクとしてカナリア諸島やマカロネシアの固有種の保存を行っている。植物園はいくつかのゾーンに分割されており、主な庭園はJardín de las Islas（島の庭園）、Jardín de Cactus y Suculentas（サボテンと多肉植物庭園）、Jardín Macaronésico Ornamental（マカロネシア東洋庭園）などがある。通年、一般公開されている。

## 歴史
植物園の基礎はスウェーデン生まれでスペインで活動した植物学者エリック・ラグナー・スヴェンソン (Erik Ragnar Svensson) が築いた。長い間、カナリア諸島の植物園の適地を探索し、Tafira Altaの滝や自然の岩の洞窟のある土地を見つけ、1952年に植栽が始められ、1959年に開園され、スヴェンソンは初代の園長になった。1973年にスヴェンソンが没するとDavid Bramwellが後を継いだ。

## 植物園の画像

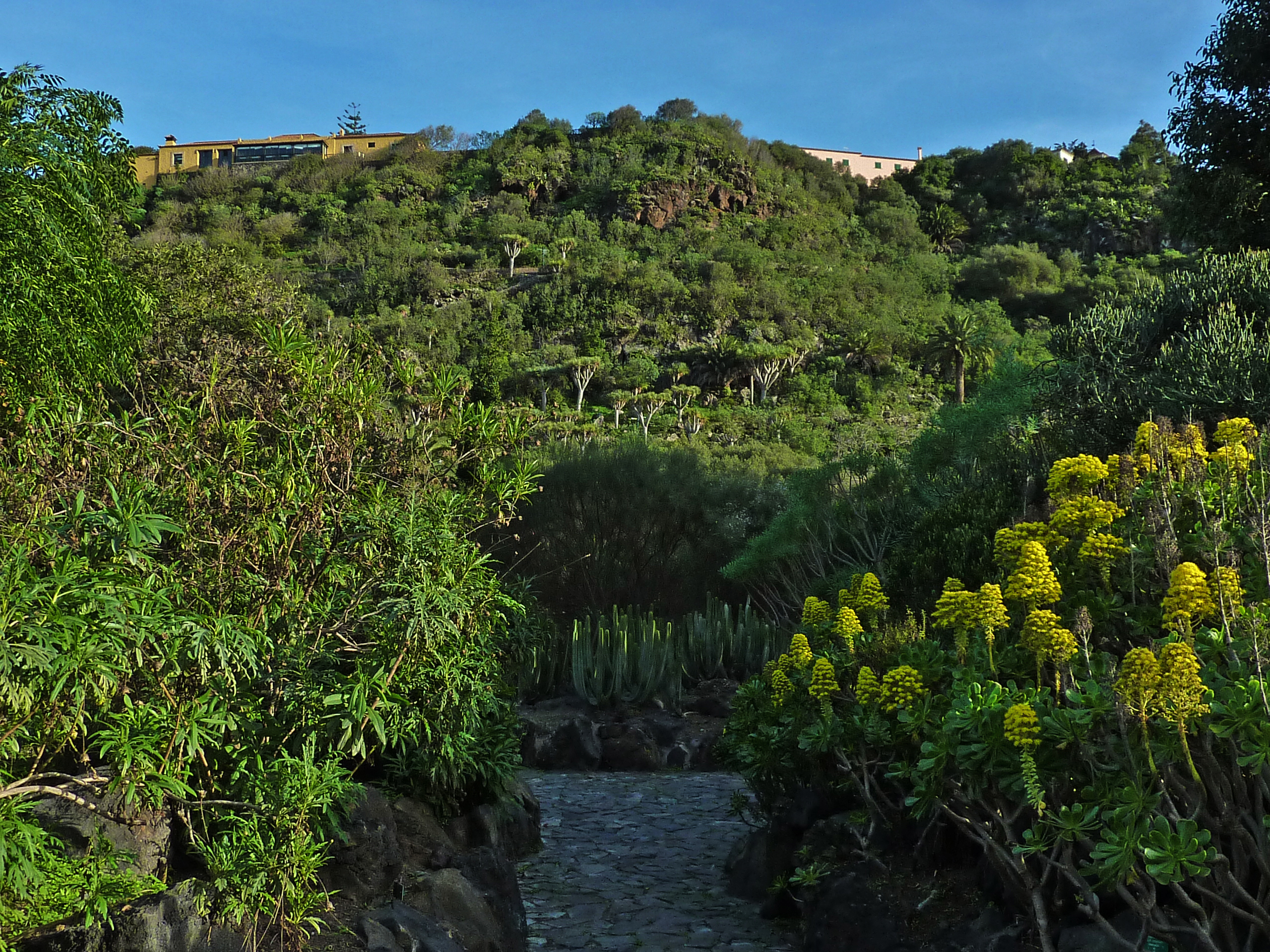
The garden
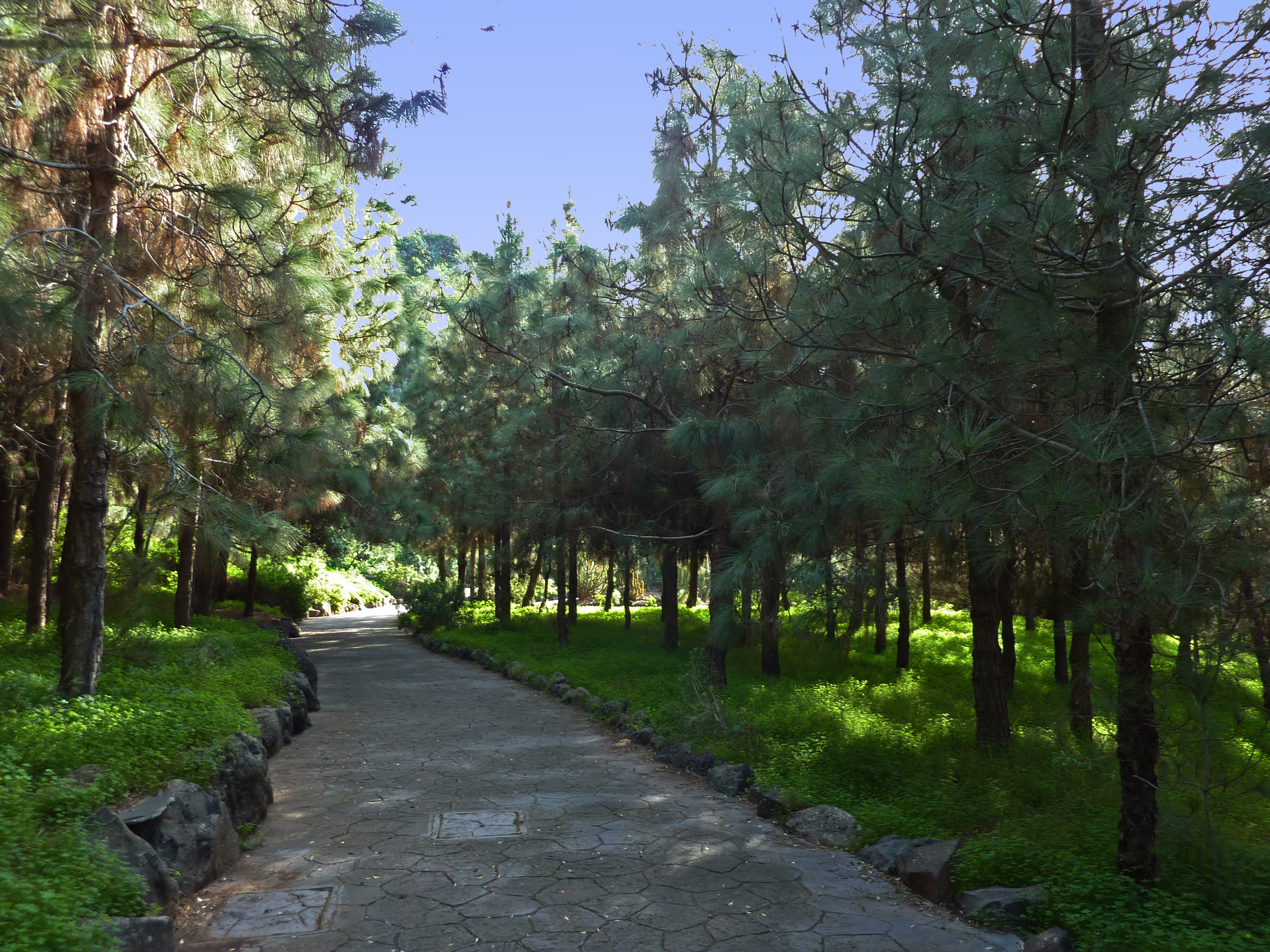
The pine forest
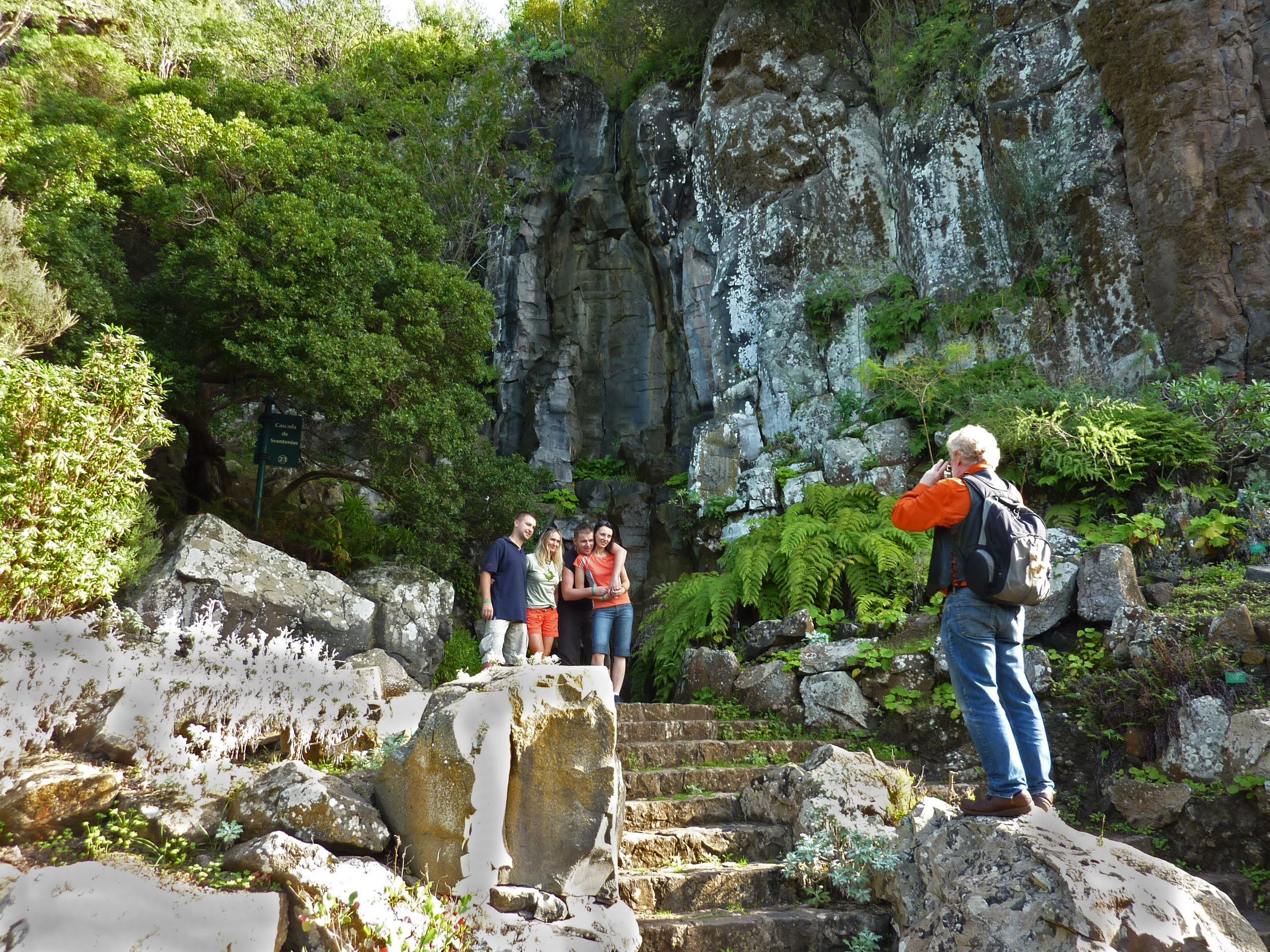
滝をみる入場者
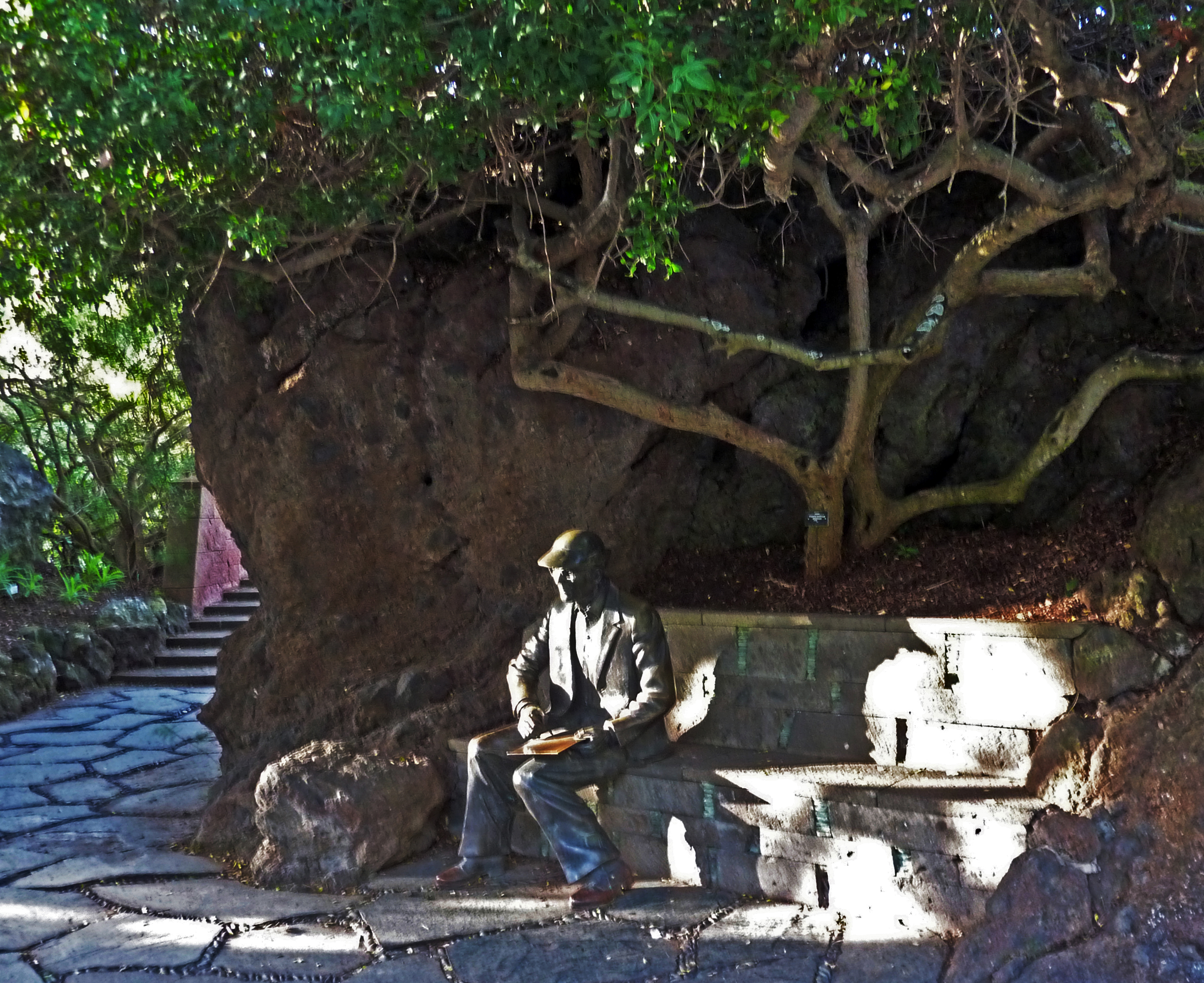
スヴェンソンの像
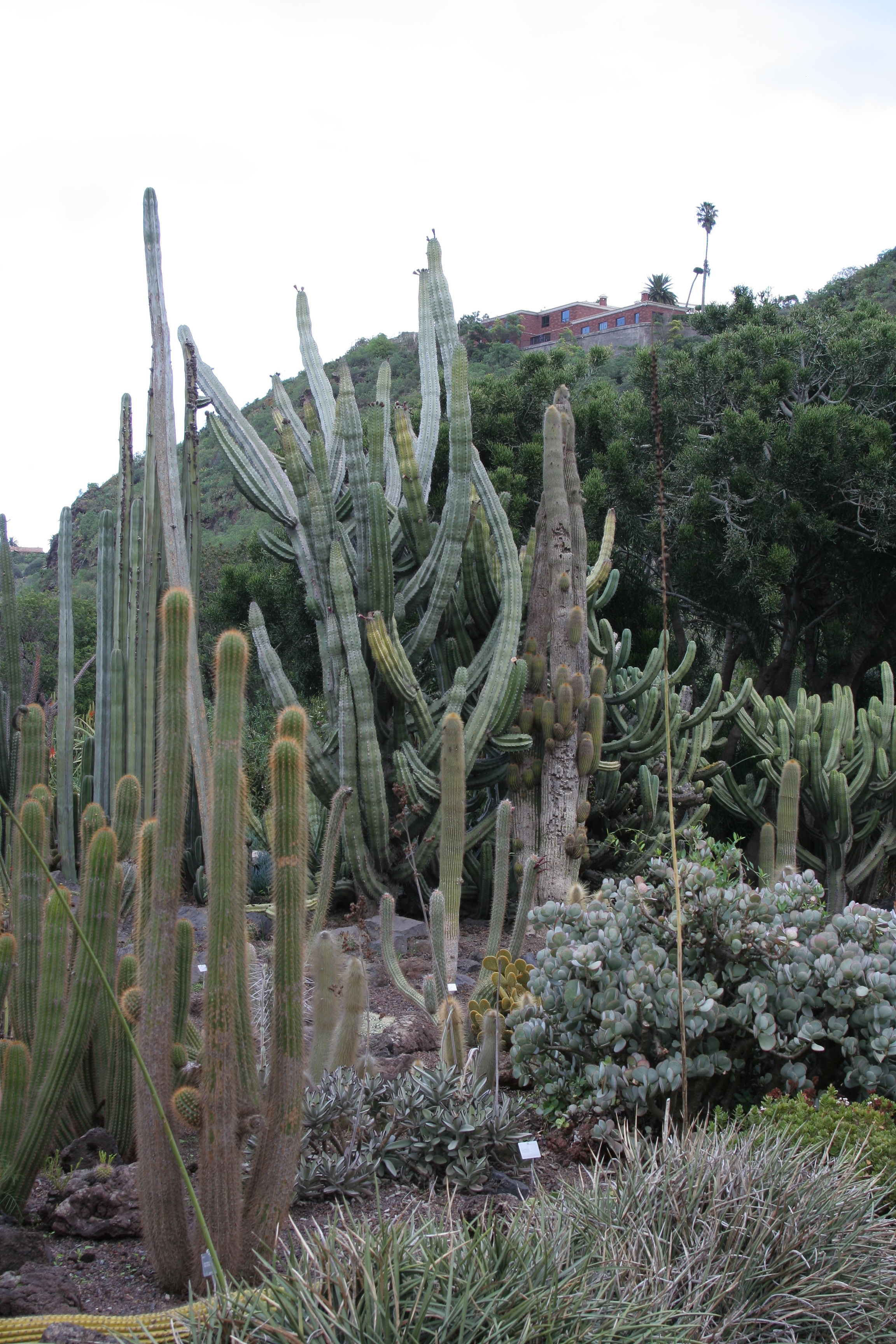
サボテン園